# Chorobrowo
Chorobrowo  (biał. Хараброва; ros. Хороброво) – wieś na Białorusi, w obwodzie witebskim, w rejonie miorskim, w sielsowiecie Przebrodzie.

## Historia
W czasach zaborów wieś w gminie Przebrodź, w powiecie dzisieńskim, w guberni wileńskiej Imperium Rosyjskiego. Pod koniec XIX wieku należała do dóbr skarbowych Przebrodź.
W latach 1921–1945 wieś leżała w Polsce, w województwie wileńskim, w powiecie dziśnieńskim, od 1926 roku w powiecie brasławskim, w gminie Przebrodzie, a następnie w gminie Miory.
Według Powszechnego Spisu Ludności z 1921 roku zamieszkiwało tu 73 osoby, 22 były wyznania rzymskokatolickiego a 51 prawosławnego. Jednocześnie 2 mieszkańców zadeklarowało polską, 71 białoruską narodową. Było tu 13 budynków mieszkalnych. W 1931 w 13 domach zamieszkiwało 87 osób.
Wierni należeli do parafii rzymskokatolickiej i prawosławnej w Miorach. Miejscowość podlegała pod Sąd Grodzki w Drui i Okręgowy w Wilnie; właściwy urząd pocztowy mieścił się w Miorach.
W wyniku napaści ZSRR na Polskę we wrześniu 1939 miejscowość znalazła się pod okupacją sowiecką. 2 listopada została włączona do Białoruskiej SRR. Od czerwca 1941 roku pod okupacją niemiecką. W 1944 miejscowość została ponownie zajęta przez wojska sowieckie i włączona do Białoruskiej SRR.
Od 1991 w składzie niepodległej Białorusi.